# Estilo de programación
Estilo de programación (también llamado estándares de código, guías de estilo o convención de código) es un término que describe convenciones para escribir código fuente en ciertos lenguajes de programación.
El estilo de programación es dependiente del lenguaje de programación que se haya elegido para programar, es decir que cada lenguaje puede tener distintas convenciones pero cada lenguajes tiene las propias. 

## Características del estilo

### Nombres de variable apropiadas
Una pieza clave para un buen estilo es la elección apropiada de nombres de variable. Variables pobremente nombradas dificultan la lectura del código fuente y su comprensión.
Como ejemplo, considérese el siguiente extracto de pseudocódigo:
```
get
 a b c 

if
 a < 24 
and
 b < 60 
and
 c < 60
  
return
 true

else

  
return
 false
```

Debido a la elección de nombres de variable, es difícil darse cuenta de la función del código.
Compárese ahora con la siguiente versión:
```
get
 horas minutos segundos 

if
 horas < 24 
and
 minutos < 60 
and
 segundos < 60
  
return
 true

else

  
return
 false
```

La intención el código es ahora más sencilla de discernir, "dado una hora en 24 horas, se devolverá true si es válida y false si no".

### Estilo de sangría
Estilo de indentación, en lenguajes de programación que usan llaves para sangrar o delimitar bloques lógicos de código, como por ejemplo C, es también un punto clave el buen estilo. Usando un estilo lógico y consistente hace el código de uno más legible. Compárese:
```
if
(
horas
 
<
 
24
 
&&
 
minutos
 
<
 
60
 
&&
 
segundos
 
<
 
60
){

   
return
 
true
;

}
else
{

   
return
 
false
;

}

```

o bien:
```
if
(
horas
 
<
 
24
 
&&
 
minutos
 
<
 
60
 
&&
 
segundos
 
<
 
60
)

{

   
return
 
true
;

}

else

{

   
return
 
false
;

}

```

con algo como:
```
if
(
horas
<
24
&&
minutos
<
60
&&
segundos
<
60
){
return
 
true
;}

else
{
return
 
false
;}

```

Los primeros dos ejemplos son mucho más fáciles de leer porque están bien indentados, y los bloques lógicos de código se agrupan y se representan juntos de forma más clara.

### Valoresbooleanosen estructuras de decisión
Algunos programadores piensan que las estructuras de decisión como las anteriores, donde el resultado de la decisión es meramente una computación de un valor booleano, son demasiado prolijos e incluso propensos al error.
Prefieren hacer la decisión en la computación por sí mismo, como esto:
```
return horas < 12 && minutos < 60 && segundos < 60;
```

La diferencia es, con frecuencia, puramente estilística y sintáctica, ya que los compiladores modernos producirán código objeto idéntico en las dos formas.

### Bucles y estructuras de control
El uso de estructuras de control lógicas para bucles también es parte de un buen estilo de programación.
Ayuda a alguien que esté leyendo el código a entender la secuencia de ejecución (en programación imperativa).
Por ejemplo, el siguiente pseudocódigo:
```
 cuenta = 0
 
while
 cuenta < 5
   
print
 cuenta * 2
   cuenta = cuenta + 1
 
endwhile
```

El extracto anterior cumple con las dos recomendaciones de estilo anteriores, pero el siguiente uso de la construcción for hace el código mucho más fácil de leer:
```
 
for
 cuenta = 0, cuenta < 5, cuenta=cuenta+1
   
print
 cuenta * 2
```

En muchos lenguajes, el patrón frecuentemente usado "por cada elemento en un rango" puede ser acortado a:
```
 
for
 cuenta = 0 
to
 5
   
print
 cuenta * 2
```

### Espaciado
Los lenguajes de formato libre ignoran frecuentemente los espacios en blanco.
El buen uso del espaciado en la disposición del código de uno es, por tanto, considerado un buen estilo de programación.
Compárese el siguiente extracto de código C:
```
 int cuenta; for(cuenta=0;cuenta<10;cuenta++){printf("%d",cuenta*cuenta+cuenta);}
```

con:
```
 int cuenta;
 for (cuenta = 0; cuenta < 10; cuenta++)
 {
    printf("%d", cuenta * cuenta + cuenta);
 }
```

En los lenguajes de programación de la familia C se recomienda también evitar el uso de caracteres tabulador en medio de una línea, ya que diferentes editores de textos muestran su anchura de forma diferente.
El lenguaje de programación Python usa sangría para indicar estructuras de control, por tanto se requiere obligatoriamente una buena sangría.
Haciendo esto, la necesidad de marcar con llaves ({ y }) es eliminada, y la legibilidad es mejorada sin interferir con los estilos de codificación comunes.
Con todo, esto lleva frecuentemente a problemas donde el código es copiado y pegado dentro de un programa Python, requiriendo un tedioso reformateado. Adicionalmente, el código Python se vuelve inusable cuando es publicado en un foro o página web que elimine el espacio en blanco.

### Convenciones de código en castellano
- Manual de Estilo de programación, en formato PDF y licencia CreativeCommons

### Convenciones de código en inglés
- Convenciones de código para el lenguaje Java (traducción al español)
- Guía de estilo para código Python (traducción al español)
- Estándar de código: C# (Philips Medical Systems) en Wayback Machine  (archivado el 27 de septiembre de 2007).
- Estilo de programación para Mono
- Guía de calidad y estilo Ada 95: Directrices para programadores profesionales
- Guía de estilo programación Java
- Estándares de código Java de Ambysoft
- Estándares de código de PHP::Pear
- Estándares de código Symbian OS C++
- Guías de estilo, para distintos lenguajes, publicadas por Google en github

### Convenciones de código de proyectos
- Estándares de codificación de GNU
- Guía de estilo para codificación en Mozilla
- Guía de estilo para el núcleo Linux
- Guía de estilo para el código de NetBSD

- Datos: Q962139